# Gare de Bodri
Gare de Bodri vasútállomás Franciaországban, L'Île-Rousse településen.

## Vasútvonalak
Az állomást az alábbi vasútvonalak érintik:
- Ponte-Leccia-Calvi-vasútvonal

## Kapcsolódó állomások
A vasútállomáshoz az alábbi állomások vannak a legközelebb:
- Gare de L'Île-Rousse
- Gare de la Marine de Davia